# Tanjung Lalang (Tanjung Agung)
Tanjung Lalang is een bestuurslaag in het regentschap Muara Enim van de provincie Zuid-Sumatra, Indonesië. Tanjung Lalang telt 1191 inwoners (volkstelling 2010).